# Інгенуй
Інгенуй (лат. Ingenuus) — римський узурпатор, що проголосив себе імператором у 260 році. У джерелах про нього містяться розрізнені дані. Відомо, що він був призначений чинним імператором Галлієном на посаду командувача військ в Паннонії та займався військовим вихованням цезаря, Валеріана II. Згодом Інгенуй підняв повстання проти Галлієна, але зазнав поразки та вкоротив собі віку.

## Біографія

### Життя до приходу до влади
Про походження і кар'єру Інгенуя в джерелах немає ніяких відомостей . Попри те, що в історичній літературі його зазвичай називають Інгенуєм, в працях античних письменників він фігурує і як Інген, і як Інгеб, і навіть як Генуй. Залишається невідомим і той факт, яку конкретно посаду він займав на момент свого проголошення імператором. Требеллій Полліон, автор життєпису Інгенуя в «Історії Августів» пише, що Інгенуй керував обома Панноніями і був оголошений імператором мезійськими легіонами. В цілому з ним згоден і Аврелій Віктор, який повідомляв, що Інгенуй був правителем Паннонії. Таким чином, можна зробити висновок, що він перебував на якомусь високому посту в придунайських провінціях і очолював війська однієї або кількох провінцій даного регіону. Історик Й. Фітц висловив думку, що Інгенуй виконував обов'язки військового радника при синові імператора Галлієна Валеріана II, що знаходився в ролі представника панівного роду в придунайських областях.

### Узурпаторство і смерть
Дата проголошення Інгенуя імператором не зовсім ясна — в його біографії (Історія Августів) говориться, що він повстав за консульства Туска і Басса — тобто в 258 році. Однак Аврелій Віктор у своєму творі «Про цезарів» повідомляє, що це сталося після того, як Інгенуй дізнався про полонення персами імператора Валеріана, а сучасні дослідники відносять цю подію до 260 року. Відповідно, деякі дослідники датують виступ 258 роком, деякі — 260. Так, останнє датування підтримують історики Джон Дрінквотер і Девід Поттер. Вони виступають проти точки зору Фітца, що повстання Інгенуя відбулося в 258 році незабаром після смерті Валеріана II. Аргументація Фітца зводиться до того, що він вважав причинами заколоту смерть Валеріана II і страх перед вторгненням маркоманів. Однак хиткість його версії полягає в тому, що не існує ніяких доказів набігів маркоманів у 258 році. Автори Prosopography of the Later Roman Empire вважають, що Інгенуй був проголошений імператором в Сірмії.
Очевидно, однією з причин узурпації була зовнішня небезпека з боку сарматів та роксоланів придунайським провінціям імперії. За деякими реконструкціями, після смерті Валеріана II Інгенуй залишився найвпливовішою людиною на дунайському кордоні, і Галлієн, побоюючись зростання його могутності, закрив монетний двір у Вімінаціі. Однак Інгенуй, посилаючись, очевидно, на небезпеку з боку варварів і бездіяльність Галлієна, спонукав солдатів оголосити себе імператором. Крім того, по всій видимості, він спирався і на підтримку жителів придунайських провінцій, які вважали, що центральний уряд проявляє недостатню увагу до їх потреб.
Монет із зображеннями Інгенуя не збереглося, що свідчить про короткостроковість його узурпації і географічної вузькості виступу, також невідомі і будь-які його написи. Галлієн для боротьби з ним терміново покинув рейнський кордон і вирушив на Дунай, стягнувши війська з Британії, прирейнських областей, Дакії, а також задіявши недавно створений кінний корпус під командуванням Авреола. За підрахунками Ю. К. Колосовської, до операцій проти Інгенуя були залучені вексілляції сімнадцяти легіонів. Війська Інгенуя були розгромлені Авреолом в битві при Мурсі в Паннонії. Сам він намагався втекти, але був убитий своїми ж солдатами. За іншою версією, він потонув в сусідній річці або покінчив життя самогубством. Після придушення повстання Галлієн досить поблажливо поставився до висунувшим Інгенуя солдатів, але піддав репресіям підтримавшим узурпатора цивільне населення регіону.

### Наслідки повстання
Виступ Інгенуя по-різному оцінюється в дослідницькій літературі — одні історики вважають його узурпацію, також як і більш пізню узурпацію Регаліана проявом сепаратизму провінцій Римської імперії і спробою створення окремої Дунайської імперії (за аналогією з галльською). Інакше, більш поширений на сьогодні  момент погляду, ці виступи не були спробами відділення від Риму якихось територій, Інгенуй не зрушив з військами на Рим тільки через нестачу сил і наявності зовнішніх загроз.